# Макарьевка (приток Увельки)
Макарьевка — река в России, протекает в Троицком районе Челябинской области. Устье реки находится на 18 км по левому берегу реки Увелька. Длина реки составляет 2,4 км. Бассейн реки — 14,2 км².

## Данные водного реестра
По данным государственного водного реестра России относится к Иртышскому бассейновому округу, водохозяйственный участок реки — Увелька, речной подбассейн реки — Тобол. Речной бассейн реки — Иртыш.
По данным геоинформационной системы водохозяйственного районирования территории РФ, подготовленной Федеральным агентством водных ресурсов:
- Код водного объекта в государственном водном реестре — 14010500112115200053350
- Код по гидрологической изученности (ГИ) — 115205335
- Код бассейна — 14.01.05.001
- Номер тома по ГИ — 15
- Выпуск по ГИ — 2